# Carves
Carves (trong tiếng Occitan Carvas) là một xã của Pháp, nằm ở tỉnh Dordogne trong vùng Aquitaine của Pháp. Xã này có diện tích km2, dân số năm 200 là người. Xã nằm ở khu vực có độ cao trung bình m trên mực nước biển.

## Thông tin nhân khẩu
En 1864: 578
| Năm | 1962 | 1968 | 1975 | 1982 | 1990 | 1999 |
| --- | ---- | ---- | ---- | ---- | ---- | ---- |
| Dân số | 173  | 153  | 148  | 138  | 131  | 112  |
| From the year 1962 on: No double counting—residents of multiple communes (e.g. students and military personnel) are counted only once. |      |      |      |      |      |      |